# Nico Rienks
Nicolaas „Nico“ Hessel Rienks (* 1. Februar 1962 in Tiel) ist ein ehemaliger niederländischer Ruderer. Er nahm von 1984 bis 2000 an den Olympischen Spielen teil und wurde 1988 und 1996 Olympiasieger.
Rienks war 1986 mit dem niederländischen Doppelvierer Fünfter bei der Weltmeisterschaft geworden. 1987 war er im Einer angetreten und hatte in Duisburg beim Weltcup den ersten Platz belegt, in Luzern war Rienks Dritter geworden. 1988 trat er bei den Olympischen Spielen in Seoul zusammen mit Ronald Florijn im Doppelzweier an. Nachdem die bulgarischen Weltmeister das Finale verpasst hatten, gab es keinen klaren Favoriten, Rienks und Florijn gewannen das Rennen am Ende relativ klar vor den Schweizern Beat Schwerzmann und Ueli Bodenmann. 1989 wurden Rienks und Florijn bei der Weltmeisterschaft Zweite hinter dem norwegischen Boot.
1991 trat Rienks mit Henk-Jan Zwolle an und wurde Weltmeister in Doppelzweier. Bei den Olympischen Spielen 1992 in Barcelona gewannen die beiden Bronze hinter den Australiern und den Österreichern.
Nach 1992 wechselten Rienks, Zwolle und Florijn von den Skullern zu den Riemenruderern und es begann ein Achter-Projekt. 1994 hinter den USA und 1995 hinter dem Deutschland-Achter wurde der niederländische Achter jeweils Vizeweltmeister. 1996 gewann der niederländische Achter die vorolympischen Regatten in Duisburg und Luzern recht deutlich. Bei den Olympischen Spielen 1996 in Atlanta siegte der Achter klar vor dem Deutschland-Achter. Rienks und Florijn hatten ihre zweite olympische Goldmedaille gewonnen. Vier Jahre später saßen mit Nico Rienks und Niels van der Zwan noch zwei Mitglieder des 1996er Goldachters in dem Boot, das bei den Olympischen Spielen 2000 in Sydney das A-Finale verpasste.
Nico Rienks ist der erfolgreichste niederländische Ruderer. Er wurde vom niederländischen Ruderverband mit der Ehrenmitgliedschaft ausgezeichnet. Der Weltruderverband zeichnete Rienks 2004 mit der Thomas-Keller-Medaille aus.
Nico Rienks ist mit der Ruderin Harriet van Ettekoven verheiratet. Die beiden Söhne Rik Rienks und Ralf Rienks sind ebenfalls erfolgreiche Ruderer.